# Le Château à Toto

Le Château à Toto  est un opéra bouffe en trois actes composé en 1868 par Jacques Offenbach sur un livret de Meilhac et Halévy.

## Histoire
Offenbach commence à composer cette œuvre en janvier 1868 au cours d'un séjour à Nice, tout en travaillant à deux autres pièces : Les Brigands et Vert-Vert. La première a lieu au Théâtre du Palais-Royal, mais ne connaît pas le même succès que La Vie parisienne, créée au même endroit. Certains morceaux sont distingués par le public, comme la chanson de café-concert du facteur (où il pose la question du mérite d'avoir de longues jambes ou au contraire des jambes courtes, ou bien de la valeur du grand-bi), mais les représentations cessent en juillet.
Le 16 décembre 1868, une version plus courte de deux actes est montée au Palais-Royal avec Lucy Arbell en Toto, jusqu'à la fin de l'année. L'œuvre est présentée au Carltheater de Vienne en février 1869.
Une édition critique de Keck est mise en scène en 2003 à Francfort et au festival Offenbach des châteaux de Bruniquel en 2008 et en 2024.
Bien qu'il n'existe pas d'enregistrement complet du Château à Toto, des extraits sont apparus dans les anthologies Offenbach au menu! et Entre nous.

## Rôles
| Rôle                                    | Voix          | Distribution de la première, 6 mai 1868, (Chef d'orchestre: Jacques Offenbach) |
| --------------------------------------- | ------------- | ------------------------------------------------------------------------------ |
| Le baron de Crécy-Crécy                 | baryton       | Gil-Pérès                                                                      |
| Pitou                                   | ténor         | Jules Brasseur                                                                 |
| Maître Massepain, notaire               | baryton       | Hyacinthe                                                                      |
| Raoul de La Pépinière, prétendu marquis | ténor         | Lassouche                                                                      |
| Un vieux serviteur                      | basse         | Vollet                                                                         |
| Hector de La Roche-Trompette, dit Toto  | soprano       | Zulma Bouffar                                                                  |
| Catherine                               | mezzo-soprano | Alphonsine                                                                     |
| Jeanne de Crécy-Crécy                   | soprano       | Worms                                                                          |
| Blanche, vicomtesse de La Farandole     | mezzo-soprano | Paurelle                                                                       |
| Niquette                                | soprano       | Verne                                                                          |
| Chœur: Paysans.                         |               |                                                                                |

## Argument
En Normandie, de nos jours

### Acte I
Le jeune comte Hector de La Roche-Trompette, dit « Toto », a consumé sa fortune dans les plaisirs de Paris, et retourne dans sa propriété ancestrale de campagne pour la vendre aux enchères. Son voisin, le baron Jean de Crécy-Crécy, a l'intention de se saisir de cette occasion pour gagner la victoire d'un différend pluriséculaire qui oppose les Crécy-Crécys et les La Roche-Trompettes, et de se servir du château pour y installer des écuries et un chenil. C'est le notaire local, Maître Massepain, qui doit organiser la vente. Toto, accompagné par le marquis de La Pépinière et la vicomtesse de La Farandole, s'installe à la ferme de Catherine. Le marquis est fasciné par Catherine qui intimide son admirateur Pitou (Ah ! qu’il est crispant ! Ah ! qu’elle est aimable !...). Toto quant à lui est ému de l'affection que lui porte Jeanne, la fille du baron.

### Acte II
Dans le second acte, la vicomtesse (en réalité une courtisane originaire d'une famille paysanne de la région du nom de Blanche Taupier) exprime le désir d'acheter le château. Crécy-Crécy monte les enchères autant qu'il le peut, mais lui et la vicomtesse sont battus par le vieux général Bourgachard – en fait Pitou déguisé, à qui Jeanne a prêté sa dot pour surpasser son père.
Après la vente, Pitou perd son déguisement et il est découvert ; il prend alors la fuite chez Catherine, où Toto, Raoul et la vicomtesse font leur séjour.
C'est alors qu'il rencontre la maréchaussée qui approche (avec Massepain habillé en garde champêtre afin de se rendre sous ce déguisement près de la fausse vicomtesse dont il est tombé amoureux).

### Acte III
Le baron se déguise en facteur rural, car il a l'intention de faire sa cour à la vicomtesse. Tandis que Catherine trouve le marquis trop commun à son goût (en vérité il n'est pas marquis), elle succombe au charme de Pitou qui s'est habillé en dandy pour la conquérir.
Le baron de Crécy-Crécy est démasqué et il est obligé de donner sa permission au mariage de Jeanne et de Toto, qui peuvent donc garder le château; le baron ayant gagné sur la vicomtesse. Toto renonce aux plaisirs de Paris pour retrouver les joies simples de la campagne.